# Kill Me Three Times
 (août 2015).
Si vous disposez d'ouvrages ou d'articles de référence ou si vous connaissez des sites web de qualité traitant du thème abordé ici, merci de compléter l'article en donnant les références utiles à sa vérifiabilité et en les liant à la section « Notes et références ».
Pour plus de détails, voir Fiche technique et Distribution.
Kill Me Three Times est un film américano-australien sorti en 2014. Il s'agit d'une comédie noire ainsi que d'un thriller dirigé par Kriv Stenders. Il a été sélectionné pour être projeté dans la section Cinéma contemporain du monde du Festival international du film de Toronto 2014.

## Synopsis
Dans la ville de Eagle’s Nest en Australie, une femme trompe son mari après que leur mariage se soit détérioré. Son mari engage un tueur à gages, et la situation dégénère. 

## Distribution

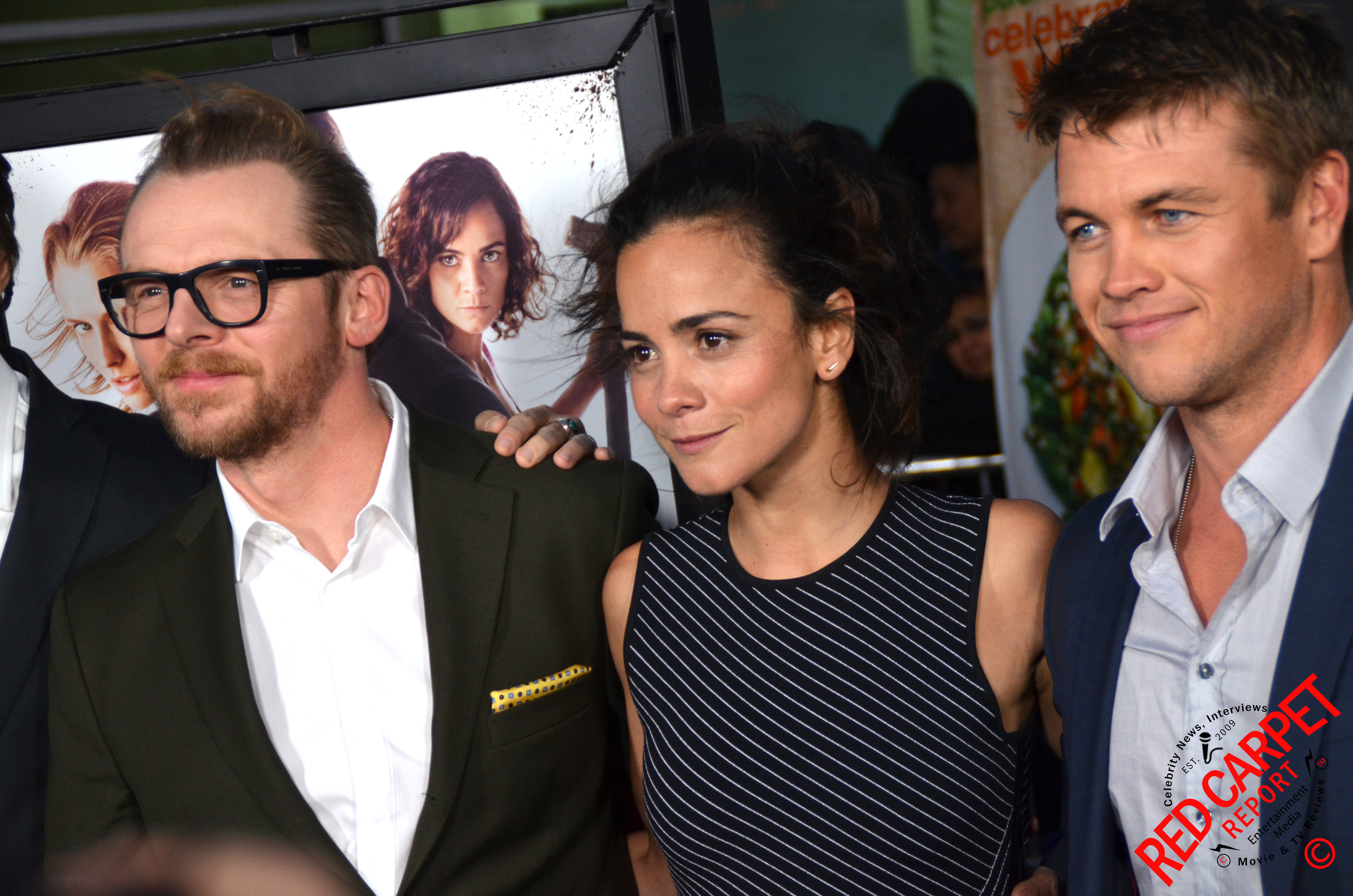
Les acteurs Simon Pegg, Alice Braga et Luke Hemsworth à la première du film, en mars 2015.

- Simon Pegg (VF : Cédric Dumond) : Charlie Wolfe
- Alice Braga (VF : Alice Taurand) : Alice Taylor
- Sullivan Stapleton (VF : Julien Kramer) : Nathan Webb
- Teresa Palmer (VF : Marie-Eugénie Maréchal) : Lucy Webb
- Luke Hemsworth (VF : Axel Kiener) : Dylan Smith
- Callan Mulvey (VF : Thierry Kazazian) : Jack Taylor
- Bryan Brown (VF : Hervé Bellon) : Bruce Jones

## Production
Le tournage a commencé en septembre 2013, à Perth. Il a eu lieu dans divers endroits de l'Australie occidentale, y compris la zone viticole de Margaret River. La post-production a été faite à Victoria.

## Écriture
Kill Me Three Times est raconté à travers le point de vue des trois personnages principaux : la femme, le mari et le tueur à gages. 

## Sortie
Le film est d'abord sorti à l'occasion du Festival international du film de Toronto en septembre 2014, puis au Royaume-Uni pour le Festival du film de Londres le mois suivant.

## Réception
Kill Me Three Times a reçu des commentaires négatifs de la part des critiques. Sur Rotten Tomatoes, le film obtient 9 % d'avis favorables, basés sur 44 commentaires, avec une note de 3,8/10. On peut notamment y lire que « Kill Me Three Times offre à Simon Pegg l'occasion de jouer un méchant. Malheureusement, le scénario ne parvient pas à offrir grand chose aux téléspectateurs ».